# Альфред Жаррі
Альфред Жаррі́ (фр. Alfred Jarry, 8 вересня 1873, Лаваль — 1 листопада 1907, Париж) — французький поет, прозаїк і драматург.

## Життя та творчість

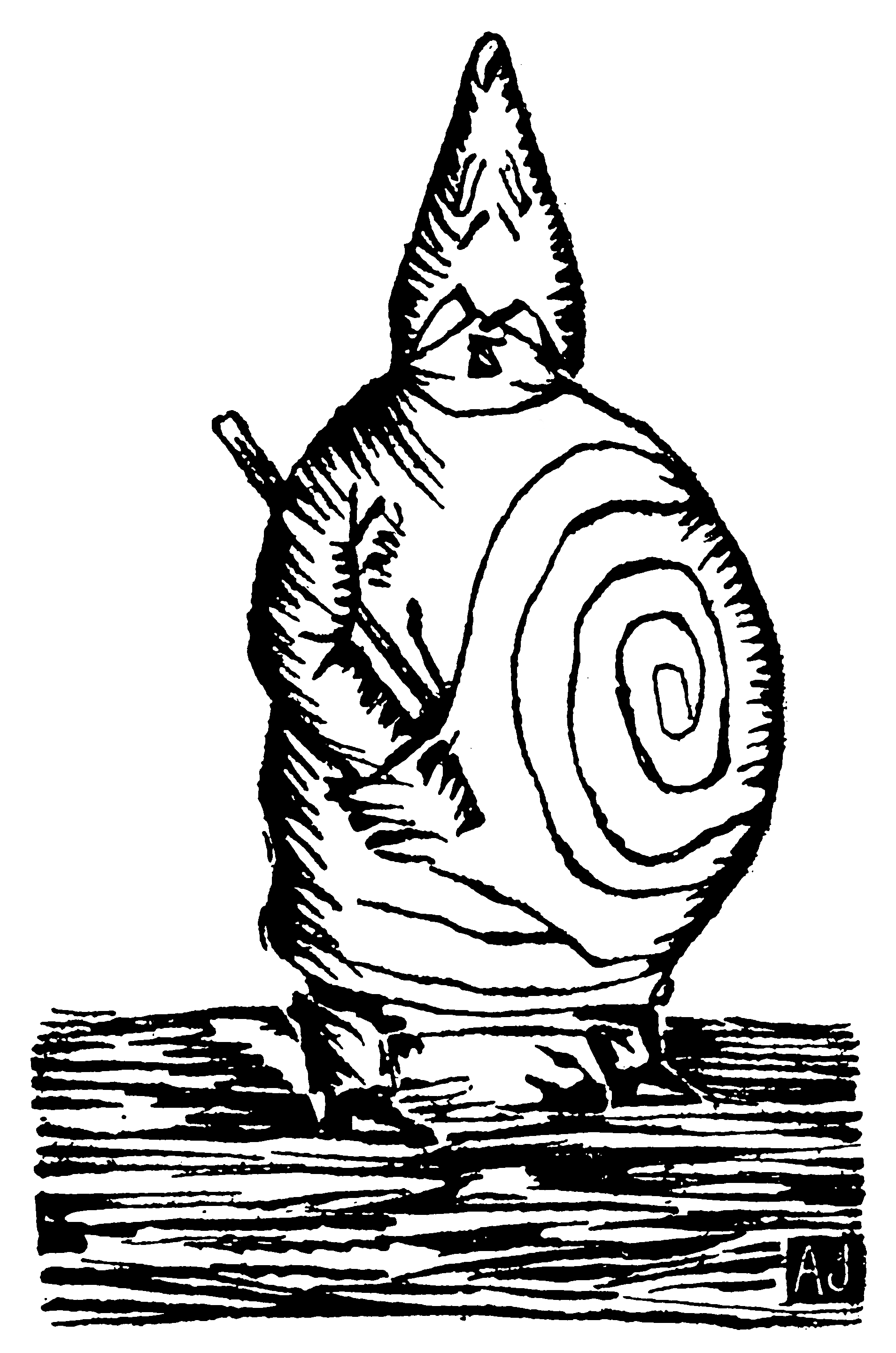
А. Жаррі. Справжній портрет пана Убю, 1896

Альфред Жаррі народився в Бретані, у родині торговця. 1879 року батьки розійшлися і Альфред разом із сестрою Кароліною залишився із матір'ю. Спочатку жив у Сен-Бріє з дідом, де почав писати перші твори під впливом бретонського фольклору. Коли Альфредові було 15 років, родина переїхала до Ренна, де він навчався в ліцеї. 1888 року в шкільному ляльковому театрі Жаррі поставив свою комедію «Поляки», а також першу версію «Убю-короля», у якій гумористично зобразив безглуздого педанта — викладача гімнастики пана Ебера. 1888 року написав також "Оненізм, або Нещастя з Пріота" та "Друге життя Макабера". Достроково склавши іспити на бакалаврат, Жаррі вступив до ліцею Генріха IV у Парижі. Там викладачем філософії був Анрі Бергсон, а серед однокласників — майбутній поет Леон-Поль Фарг і майбутній філолог Альбер Тібоде. У Парижі Жаррі познайомився зі Стефаном Малларме й часом відвідував його «вівторки» на Римській вулиці. Тричі провалився на іспитах до Вищої нормальної школи. Відвідував лекції в Сорбонні, але так ніколи й не здобув вищої освіти. Разом із Ремі де Гурмоном із "Меркюр де Франс" створив і випустив 7 номерів мистецького журналу «Імаж'є». Потім за власний кошт видавав журнал «Преендеріон», для якого вигадав спеціальних персонажів. 1894 року вийшла його перша поетична збірка «Хвилини пам'ятного піску».

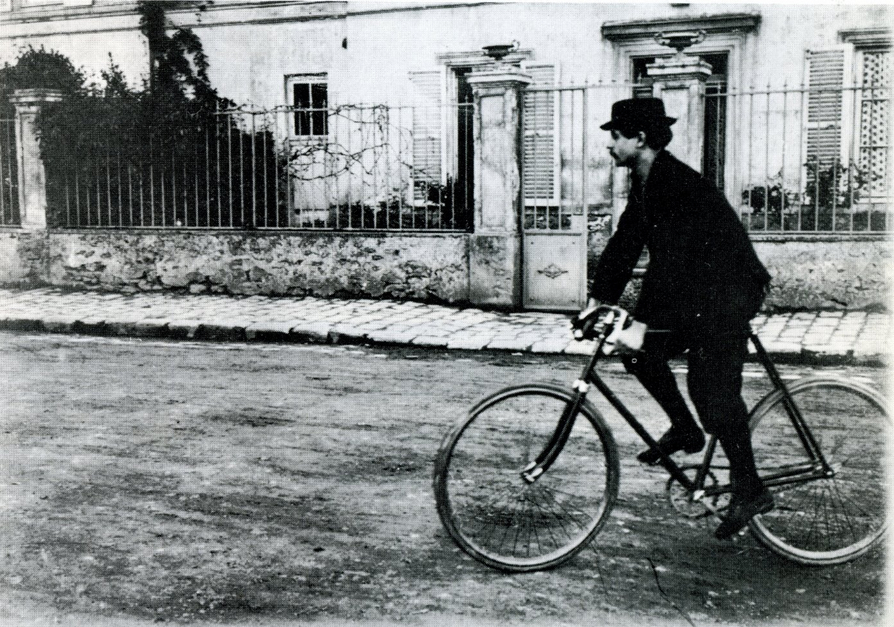
Жаррі на велосипеді

Познайомився з письменниками з кола столичного видавництва «Меркюр де Франс», зокрема з Марселем Швобом, Ремі де Гурмоном, часто бував у будинку впливової письменниці Рашільд. Тут 1894 року й була вперше прочитана гротескна лялькова драма «Король Убю». 1896 року її поставив відомий режисер Орельєн Люньє-По. Під час вистави вибухнув громадський скандал (його порівнюють з історичним скандалом на прем'єрі драми Віктора Гюґо «Ернані»). Проте саме образ монстра-сатрапа Убю, що став літературною предтечею всіх диктаторів XX століття, зробив Жаррі всесвітньовідомим.
Жаррі також був перекладачем: він перекладав вірші Кольріджа та Стівенсона, переробив комедію Крістіана Дітріха Граббе «Жарт, сатира, іронія». На дозвіллі поет захоплювався велосипедним спортом. Розтративши свою спадщину, бідував і деякий час жив у тодішнього митника Анрі Руссо. Його роман «Діяння та судження доктора Фаустролля, патафізика» був відхилений як видавництвом «Меркюр де Франс», так й іншими. За свідченнями сучасників, Жаррі, що завжди вирізнявся різкістю в поведінці, пересварився з усіма, голодував, хворів, пиячив, вживав наркотики (ефір). Наприкінці життя був паралізований, помер у паризькій лікарні Шаріте від менінгіту.

## Рецепція і визнання
Творчість Жаррі заново відкрили Ґійом Аполлінер і сюрреалісти. 1926 року Антонен Арто разом із Роже Вітраком та Робером Ароном створили «Театр Альфреда Жаррі». Поет став культовою фігурою літературного та театрального авангарду Європи, США і Латинської Америки, своєрідним символічним покровителем групи УЛІПО. У Лавалі йому встановлено пам'ятник роботи Осипа Цадкіна. За фарсами про короля Убю 1966 року Б. А. Циммерман написав балет. 1948 було організовано жартівливий Колеж патафізики, а 1979 року засноване Товариство друзів Альфреда Жаррі. Його творчість мала значний вплив  мала не лише на розвиток сюрреалізму, а й дадаїзму, абсурдизму та інших модерних напрямів. 2007 року у Франції широко відзначалося сторіччя із дня смерті письменника.

## Твори
- Les Antliaclastes (1886–1888)
- La Seconde Vie ou Macaber (1888)

П'єса «Убю король» Альфреда Жаррі надрукована в українському перекладі в антології «Французька п'єса XX століття»

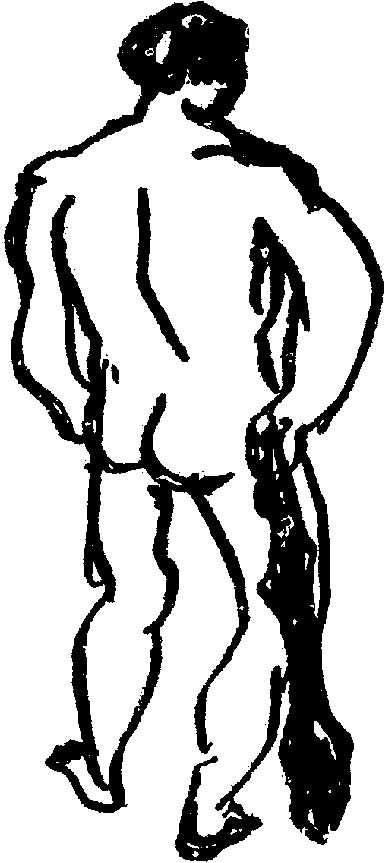
Ілюстрація до еротичного роману А. Жаррі «Надсамець» (Le Surmâle, малюнок П'єра Боннара). видавництво CFL, 1963

- Onénisme ou les Tribulations de Priou (1888)
- Les Alcoolisés (1890)
- Visions actuelles et futures (1894)
- " Haldernablou " (1894)
- " Acte unique " de César-Antéchrist (1894)
- Les Minutes de sable mémorial (1894), вірші. Текст онлайн [Архівовано 22 квітня 2010 у Wayback Machine.]
- César Antéchrist (1895) Текст онлайн [Архівовано 22 квітня 2010 у Wayback Machine.]
- Ubu roi (1896, rédigé vers 1888) Текст онлайн [Архівовано 12 травня 2013 у Wayback Machine.]
- L'Autre Alceste (1896).Текст онлайн [Архівовано 25 лютого 2011 у Wayback Machine.]
- Paralipomènes d'Ubu (1896)
- Le Vieux de la montagne (1896)
- Les Jours et les Nuits (1897), роман. Текст онлайн [Архівовано 6 січня 2013 у Archive.is]
- Ubu cocu ou l'Archéoptéryx (1897)
- L'Amour en visites (1897, publié en 1898), вірші
- Gestes et opinions du docteur Faustroll, pataphysicien (закінчено 1898, опубл. 1911), роман. Текст онлайн [Архівовано 15 липня 2009 у Wayback Machine.]
- Petit Almanach (1898)
- L'Amour absolu (1899)
- Ubu enchaîné (1899, опубл. 1900)
- Messaline (1900)
- Almanach illustré du Père Ubu (1901)
- " Spéculations ", dans La Revue blanche (1901)
- Le Surmâle (1901, опубл. 1902), роман. Текст онлайн [Архівовано 23 серпня 2011 у Wayback Machine.]
- " Gestes ", dans La Revue blanche (1901). Опубліковано 1969 року разом з " Spéculations " під заголовком La Chandelle verte.
- L'Objet aimé (1903)
- " Le 14 Juillet ", dans Le Figaro (1904)
- Pantagruel (1905, опера-буф за Рабле, створена 1911 року, музика — Клод Террас)
- Ubu sur la Butte (1906)
- Par la taille (1906), оперета
- Le Moutardier du pape (1906, publié en 1907), опера-буф
- Albert Samain (спогади) (1907)

Посмертні публікації
- La Dragonne (1907, опубл. 1943)
- Spéculations (1911)
- Pieter de Delft (1974), комічна опера
- Jef (1974), théâtre
- Le Manoir enchanté (1974), опера-буф, створена 1905
- L'Amour maladroit (1974), оперета
- Le Bon Roi Dagobert (1974), опера-буф
- Léda (1981), оперета-буф
- Siloques. Superloques. Soliloques Et Interloques De Pataphysique (2001), есе
- Paralipomènes d'Ubu/Salle Ubu (2010), книга художника
- Ubu marionnette (2010), livre d'artiste

Переклади
- La ballade du vieux marin (1893, переклад The ancient mariner Кольріджа)
- Les silènes (1900, драми, переклад з німецької, автор Крістіан Дітріх Граббе)
- Olalla (1901, новела Стівенсона)
- La papesse Jeanne (1907, переклад з грецької за романом Роїдіса)

## Українські переклади
П'єсу «Убю король» Альфреда Жаррі в українському перекладі Анатоля Перепаді було опубліковано в антології «Французька п'єса XX століття» (вид. «Основи», 1993).
- Жаррі, Альфред (1873–1907). Убю король : [Драма] / А. Жаррі; Переклав з французької А.Перепадя // Французька п'єса XX століття: Збірник. — К., 1993. — С. 20-54.